# Campionati italiani di skeleton
I campionati italiani di skeleton sono una competizione sportiva organizzata dalla Federazione italiana sport invernali (FISI) in cui si assegnano i titoli italiani assoluti nelle due specialità dello skeleton, il singolo femminile e quello maschile.

## Albo d'oro

### Singolo donne
| Anno | Luogo           | Oro                        | Argento                      | Bronzo                      |
| ---- | --------------- | -------------------------- | ---------------------------- | --------------------------- |
| 1999 | Innsbruck       | Dany Locati Italia         | Lucia Sitzia Italia          | Valentina Graziosi Italia   |
| 2000 | Innsbruck       | Dany Locati Italia         | Lucia Sitzia Italia          | Ilaria Sitzia Italia        |
| 2001 | nd              | nd                         | nd                           | nd                          |
| 2002 | Innsbruck       | Lucia Sitzia Italia        | non assegnato                | non assegnato               |
| 2003 | Innsbruck       | Dany Locati Italia         | Kathrin Huber Italia         | Costanza Zanoletti Italia   |
| 2004 | nd              | nd                         | nd                           | nd                          |
| 2005 | nd              | Costanza Zanoletti Italia  | nd                           | nd                          |
| 2006 | nd              | Costanza Zanoletti Italia  | nd                           | nd                          |
| 2007 | Cesana Torinese | Costanza Zanoletti Italia  | Teresita Bramante Italia     | Germana Gili Italia         |
| 2008 | nd              | Costanza Zanoletti Italia  | nd                           | nd                          |
| 2009 | nd              | Costanza Zanoletti Italia  | nd                           | nd                          |
| 2010 | Cesana Torinese | Costanza Zanoletti Italia  | nd                           | nd                          |
| 2013 | Innsbruck       | Giulia Carpin Italia       | Guendalina Bergonzoni Italia | non assegnato               |
| 2014 | Innsbruck       | Giulia Carpin Italia       | Guendalina Bergonzoni Italia | non assegnato               |
| 2015 | nd              | nd                         | nd                           | nd                          |
| 2016 | Innsbruck       | Valentina Margaglio Italia | Alice Puppo Italia           | Alessia Crippa Italia       |
| 2017 | Innsbruck       | Valentina Margaglio Italia | Alessia Crippa Italia        | Erika Riedl Italia          |
| 2018 | nd              | nd                         | nd                           | nd                          |
| 2019 | Innsbruck       | Valentina Margaglio Italia | Alessia Crippa Italia        | Elena Scarpellini Italia    |
| 2020 | nd              | nd                         | nd                           | nd                          |
| 2021 | Innsbruck       | Valentina Margaglio Italia | Alessia Crippa Italia        | Alessandra Fumagalli Italia |

### Singolo uomini
| Anno | Luogo             | Oro                         | Argento                   | Bronzo                       |
| ---- | ----------------- | --------------------------- | ------------------------- | ---------------------------- |
| 1992 | Cortina d'Ampezzo | Oliver Filippin Italia      | Marco Filippin Italia     | non assegnato                |
| 1993 | Innsbruck         | Marco Filippin Italia       | Renato Bussola Italia     | Oliver Filippin Italia       |
| 1994 | Innsbruck         | Emmanuel Pilloni Italia     | nd                        | nd                           |
| 1995 | Innsbruck         | Renato Bussola Italia       | Hubert Lageder Italia     | Arthur Schlechleitner Italia |
| 1996 | Innsbruck         | Renato Bussola Italia       | Christian Steger Italia   | Paolo Farina Italia          |
| 1997 | Innsbruck         | Renato Bussola Italia       | Paolo Farina Italia       | Christian Steger Italia      |
| 1998 | nd                | nd                          | nd                        | nd                           |
| 1999 | Innsbruck         | Stefano Maldifassi Italia   | Christian Steger Italia   | Renato Bussola Italia        |
| 2000 | Innsbruck         | Stefano Maldifassi Italia   | Renato Bussola Italia     | Christian Steger Italia      |
| 2001 | Innsbruck         | Stefano Maldifassi Italia   | Renato Bussola Italia     | Christian Steger Italia      |
| 2002 | Innsbruck         | Stefano Maldifassi Italia   | Christian Steger Italia   | Renato Bussola Italia        |
| 2003 | Innsbruck         | Stefano Maldifassi Italia   | Renato Bussola Italia     | Christian Steger Italia      |
| 2004 | Innsbruck         | Maurizio Oioli Italia       | nd                        | nd                           |
| 2005 | nd                | nd                          | nd                        | nd                           |
| 2006 | nd                | nd                          | nd                        | nd                           |
| 2007 | Cesana Torinese   | Alberto Polacchi Italia     | Nicola Drocco Italia      | Maurizio Oioli Italia        |
| 2008 | nd                | nd                          | nd                        | nd                           |
| 2009 | nd                | nd                          | nd                        | nd                           |
| 2010 | Cesana Torinese   | Maurizio Oioli Italia       | nd                        | nd                           |
| 2013 | Innsbruck         | Joseph Cecchini Italia      | Marco Zoccolan Italia     | Giovanni Mulassano Italia    |
| 2014 | Innsbruck         | Mattia Gaspari Italia       | Giovanni Mulassano Italia | Andrea Famengo Italia        |
| 2015 | Innsbruck         | Joseph Luke Cecchini Italia | Mattia Gaspari Italia     | Nico Lestingi Italia         |
| 2016 | Innsbruck         | Mattia Gaspari Italia       | Manuel Schwärzer Italia   | Andrea Gallina Italia        |
| 2017 | Innsbruck         | Mattia Gaspari Italia       | Manuel Schwärzer Italia   | Andrea Vairoli Italia        |
| 2018 | nd                | nd                          | nd                        | nd                           |
| 2019 | Innsbruck         | Amedeo Bagnis Italia        | Manuel Schwärzer Italia   | Gabriele Marenchino Italia   |
| 2020 | nd                | nd                          | nd                        | nd                           |
| 2021 | Innsbruck         | Amedeo Bagnis Italia        | Mattia Gaspari Italia     | Giovanni Marchetti Italia    |